# João Costa
João Costa est une municipalité brésilienne située dans l'État du Piauí.